# Дарая-Центр
Дарая-Центр (араб. ناحية مركز داريا) — нохія у Сирії, що входить до складу району Дарая провінції Дамаск. Адміністративний центр — м. Дарая.